# Altaba
Altaba, Inc era una società finanziaria statunitense specializzata negli investimenti di capitale. È stata creata come risultato della acquisizione di Yahoo! da parte di Verizon. La società ha cambiato il suo nome in Altaba il 16 giugno 2017.
Il 3 aprile 2019, la società ha diffuso un comunicato in cui ha annunciato la vendita della propria partecipazione nel gruppo Alibaba. Pertanto, si prevede che la società venga liquidata entro la fine dello stesso anno.